# Кевен Аткінс
Кевен Аткінс (англ. Caven Atkins; 1907 – 2000) — канадський живописець і пейзажист. Для творів характерні контрастні кутасті обриси предметів ландшафту.

## Перші роки
Кевен Аткінс народився в Лондоні, Онтаріо, виріс у Манітобі та Саскачевані. З 1925 по 1928 рік він навчався у Вінніпезькій школи мистецтв у Лайонела Лемуана Фіцджеральда. Після закінчення навчання Аткінс працював у комерційній художній фірмі Брігдена, де познайомився з Бертрамом Брукером і Чарльзом Комфортом. Пізніше Аткінс подружився з Фріцем Брандтнером, який познайомив його з німецьким експресіонізмом.

## Кар'єра
З 1930 по 1934 рік він був викладачем Вінніпезької школи мистецтв. Він викладав живопис у літній школі Університету Квінс у 1943 році та в коледжі мистецтв Онтаріо в 1945 році. Серед інших викладацьких посад, які він обіймав, були призначення в Університеті Торонто, Центральній технічній школі та інших місцях. Викладаючи в коледжі мистецтв Онтаріо в 1945 році, він написав статтю для журналу Canadian Art про використання різних медіа.
Аткінс не був призначений офіційним військовим художником, але він був сповнений рішучості брати участь у військових діях. Він засвідчив денні та нічні сцени діяльності кораблебудівної компанії Торонто на картині та 24 малюнках, які він зробив у 1942 році та пожертвував Національній галереї Канади в 1951 році (згодом вони стали частиною колекції військового мистецтва до того, як їх передали до Канадського військового музею в 1971 році).
Як і багатьом художникам, Аткінсу було важко знайти роботу в післявоєнний період. У 1945 році він переїхав до Бірмінгема, штат Мічиган, де працював ілюстратором і дизайнером у Ford Motor Company до виходу на пенсію. Аткінс так і не повернувся жити в Канаду. Він помер у Бірмінгемі, штат Мічиган, 22 грудня 2000 року у віці 93 років.

## Вибрані виставки
У 1945 році Аткінс мав ретроспективу своїх акварелей у Харт-хаусі (тепер частина Художнього музею Торонто) У 1979 році Художня галерея Віндзора підготувала опитування куратора Теда Фрейзера під назвою «Ретроспективна виставка вибраних робіт Кевена Аткінса, що охоплює п'ятдесят років життя художника». У 1987 році Художня галерея Віндзора організувала обігову виставку Caven Atkins: Вінніпезькі роки, куратор Тед Фрейзер.

## Вибрані збірки
Його роботи зберігаються у Національній галереї Канади, Канадському військовому музеї, Художній галереї Алгоми, Художній галереї Онтаріо, Художній галереї Віндзора (56 робіт), Художній галерей Бівербрук у м. Фредеріктон, а також Remai Modern у м. Саскатун.

## Членство
Аткінс належав до Товариства художників Манітоби, Канадської групи художників (1941—1943); Канадського товариства графічного мистецтва (1941—1943); і Канадського товариства акварелістів (1943—1945) (був президентом двох останніх товариств). Він також належав до Асоціації вчителів мистецтв Онтаріо (1944—1945).